# Circus Krone

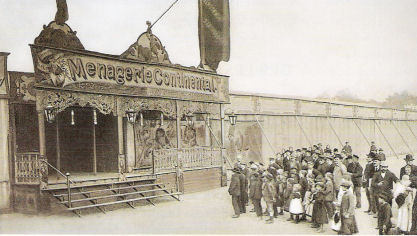
Menagerie continental 1884

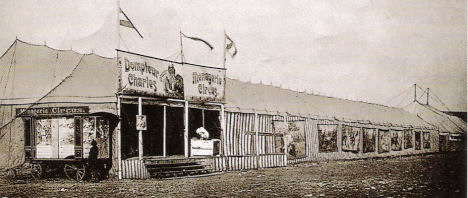
Menagerie Circus Charles 1898

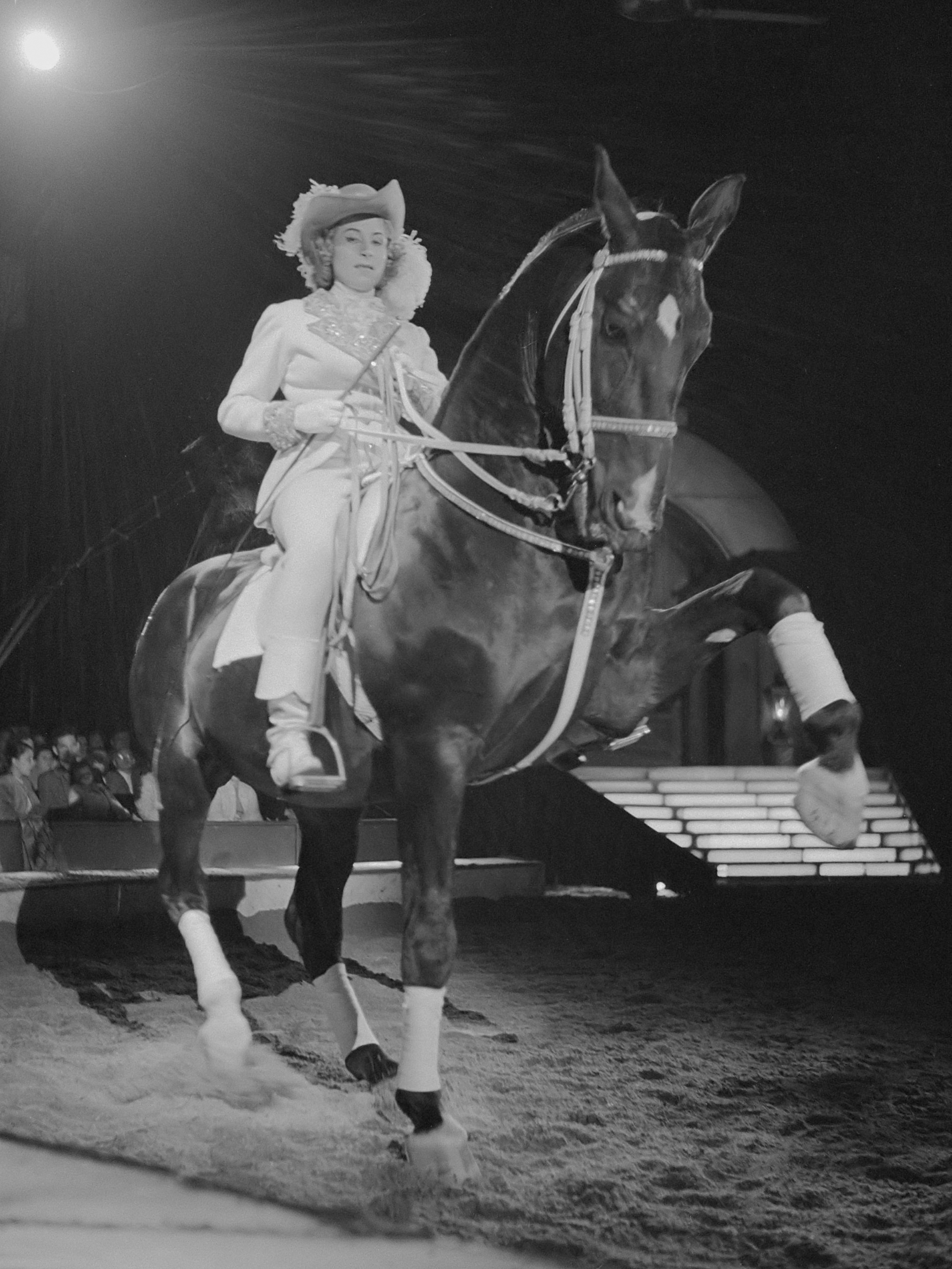
Christel Sembach Krone (1959)

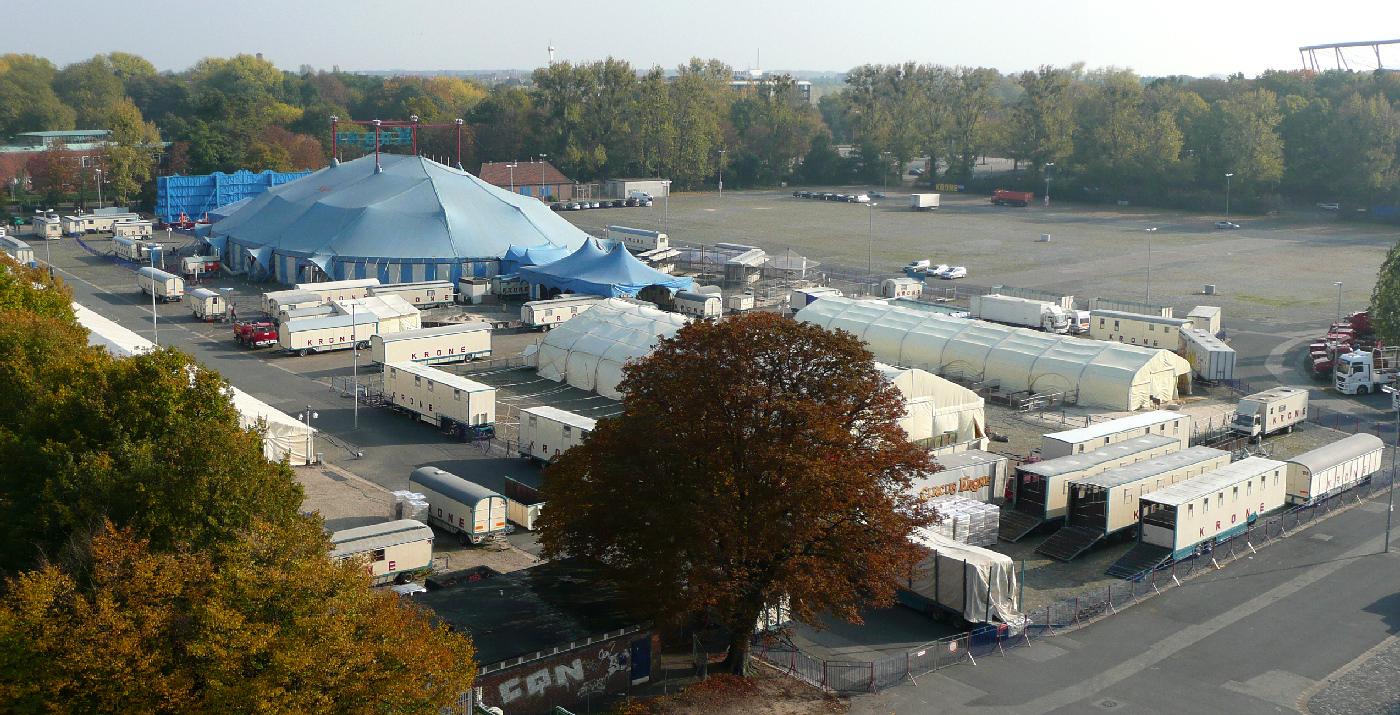
Circus Krone, Hannover, 2011

Cirkus Krone är Europas största cirkus, ägd av Jana Mandana Lacey-Krone, och med vinterkvarter i München, vid den efter cirkusen uppkallade Zirkus-Krone-Strasse. Cirkusen grundades 1905 i Harz av Carl Krone (1870–1943) under namnet Circus Charles, inledningsvis enbart med djurshower tillsammans med hustrun Ida Krone. Dottern Frieda Sembach-Krone (1915–1995) och hennes man Carl Sembach-Krone (1908–1984) tog därefter över, och 1980 tog deras dotter Christl Sembach-Krone (1936–2017) över cirkusen. När hon, som den sista i cirkusdynastin Krone, avled 2017, ärvdes cirkusen av adoptivdottern Jana Mandana och hennes man Martin Lacey jr. vilka övertog ledningen av Europas största cirkus.

## Historia
Grunden för vad som en dag skulle bli Europas största cirkus började i byn Questenberg i tyska Harz, där Karl Krone föddes, och växte upp i en fruktodlarfamilj. Han var redan i ung ålder intresserad av djur, och hans första egna djur var en kronhjort som han fött upp med nappflaska, och senare lärt några enkla konster. Till Questenberg kom cirkusfamiljen med namnet Philadelphia, och ägare av ett kringresande menagerie, och slog sig ner för att bygga sig ett hus.

### Cirkusdynastin Krone
Alexander Philadelphia hade sex barn, däribland en dotter Frederike, som visade intresse för Karls hjort, och de blev snart ett par. Karl lämnade sin familj, följde med familjen Philadelphia och gifte sig med Frederike, varpå Cirkusdynastin Krone föddes. 1870 grundade Karl och Frederike den egna cirkusen Menagerie Continental, och 1883 i Bremen, hette cirkusen Krones Zoologische Ausstellung. 1886 inköptes Pluto, en afrikansk elefanttjur med stora betar för sjutusen mark, vilken sköttes om av den 17-årige sonen Carl Jr. 1898 ägde cirkusen ett runt tält med en diameter av 20 meter, och fick ett nytt namn: Carl Krones menageri-circus, samt reste med 13 järnvägsvagnar. År 1900 dog fadern Karl Krone, och den unge Carl Krone gifte sig 1902 med Ida Ahlers, dotter till Benoit Ahlers, ägare av en resande så kallad Apteater, som anslöt till cirkusen. 1904 innehade Carl Krone 24 lejon, enligt utsago alla efter egen avel, och två nya asiatiska elefanthonor, vilka visades av Ida Krone, samt 20 hästar vilka visades av Idas far. 1905 hade man ett tält med 36 meters diameter och med plats för 3 000 besökare, och ett nytt namn, Circus Charles. Turnén utsträcktes detta år även till Danmark. 1913 köptes de asiatiska elefantkorna Assam och Katschie från belgiska cirkusen Charleroi, men första världskriget blev en ekonomisk katastrof med personalkostnader och hungriga, köttätande lejon, och av 80 hästar slaktades 50. 1915 föddes dottern Frieda Krone i Wien, och cirkusen bestod av 200 människor och nästan 300 djur, däribland de resterande 7 elefanterna och en på cirkus unik pansarnoshörning. 1918 var kriget över, men politisk oro rådde och Circus Krone behövde ett fast hem. Carl och Ida reste med cirkusen till München och köpte där kontant en 31 700 m² stor tomt på Marsfältet nära huvudbangården, där man byggde en fast cirkusbyggnad i trä med plats för 4 000 besökare, och fasta stallar för alla djuren. 1927 gästade familjen Krone Frankfurts zoo och såg där den då unge Carl Sembach dressera en blandad grupp tigrar och lejon, han skulle senare bli Friedas make och direktör för Circus Krone. 
1930 hade Karl Krone fyra egna tåg, 285 transportvagnar, 215 hästar, 25 elefanter, 42 tigrar, 38 lejon, 15 isbjörnar, 10 brunbjörnar, pantrar, hyenor, zebror, flodhästar och en av de dyraste bilarna i världen: en Maybach. Bilen beställdes hos Maybach i Berlin 1930, och utrustades med en Maybach "Zeppelin DS 7", en motor på 7 liter, med tolv cylindrar och 150 hästkrafter. Bilen hamnade sedermera på Deutsches Museum i München, men kan idag beses på motormuseet Auto & Technikmuseum i Sinsheim nära Heidelberg.
1935 gifte sig Frieda med rovdjursdomptören Carl Sembach och 1936 föddes deras dotter Christl Sembach-Krone. 1943 dog Carl Krone, efter att ha sett sin bror dödas av en björn, från ingenting byggt upp Europas största cirkus, dresserat elefanter i 50 år och upplevt två världskrig. Mellan 1920 och 1941 hade man turnerat i 871 städer, i 14 länder och tillryggalagt mer än 54 850 km i Europa. Han begravdes i familjen Krones mausoleum på skogskyrkogården i München, under den i sten uthuggna elefanten Assam.
Frieda Sembach-Krone slutade visa elefanterna i manegen 1975 efter sin sextionde födelsedag, och överlät sedan detta arbete till Harry Jahn, som efter sin föregångare Mirow varit mångårig stallmästare för de 16 elefanterna på Circus Krone. Efter detta ägnade sig familjen mer åt hästdressyr, och lät specialister framföra sina elefanter. 1984 dog Carl Sembach och 1995 avled Frieda Krone. Christl Sembach-Krone blev nu ensam ägare och direktör, med hjälp av Uhrs Pilz och hans hustry Machy, som flyttade från Circus Knie i Schweiz, till München med sina två döttrar. Christl Sembach-Krone avled 2017, och hennes adopterade dotter Jana Pilz med artistnamnet Jana Mandana, gift med rovdjursdomptören Martin Lacey jr., från England, ärvde Europas största cirkus.

## Elefanterna

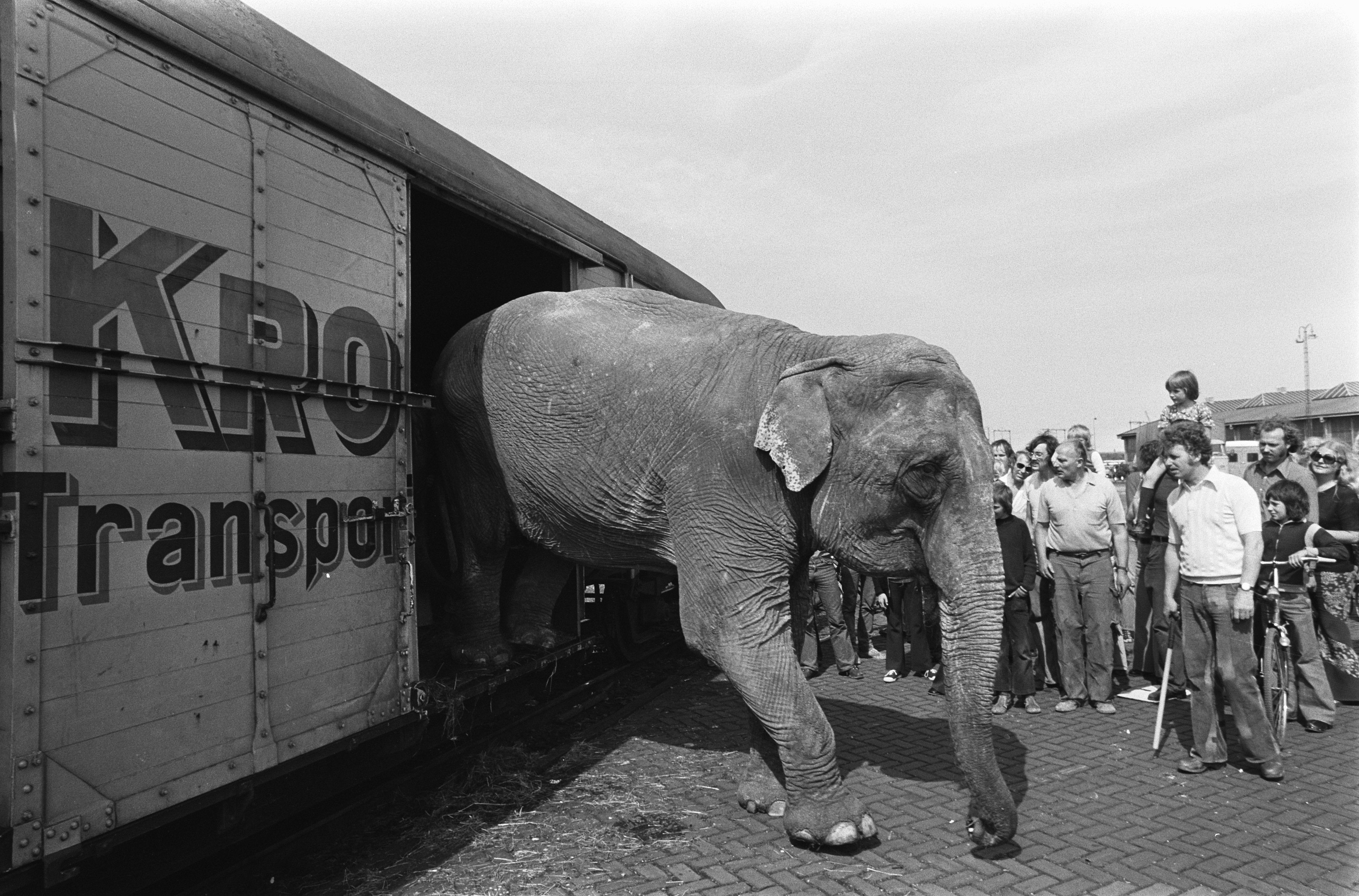
Krones elefanter lastas ur tågvagnar

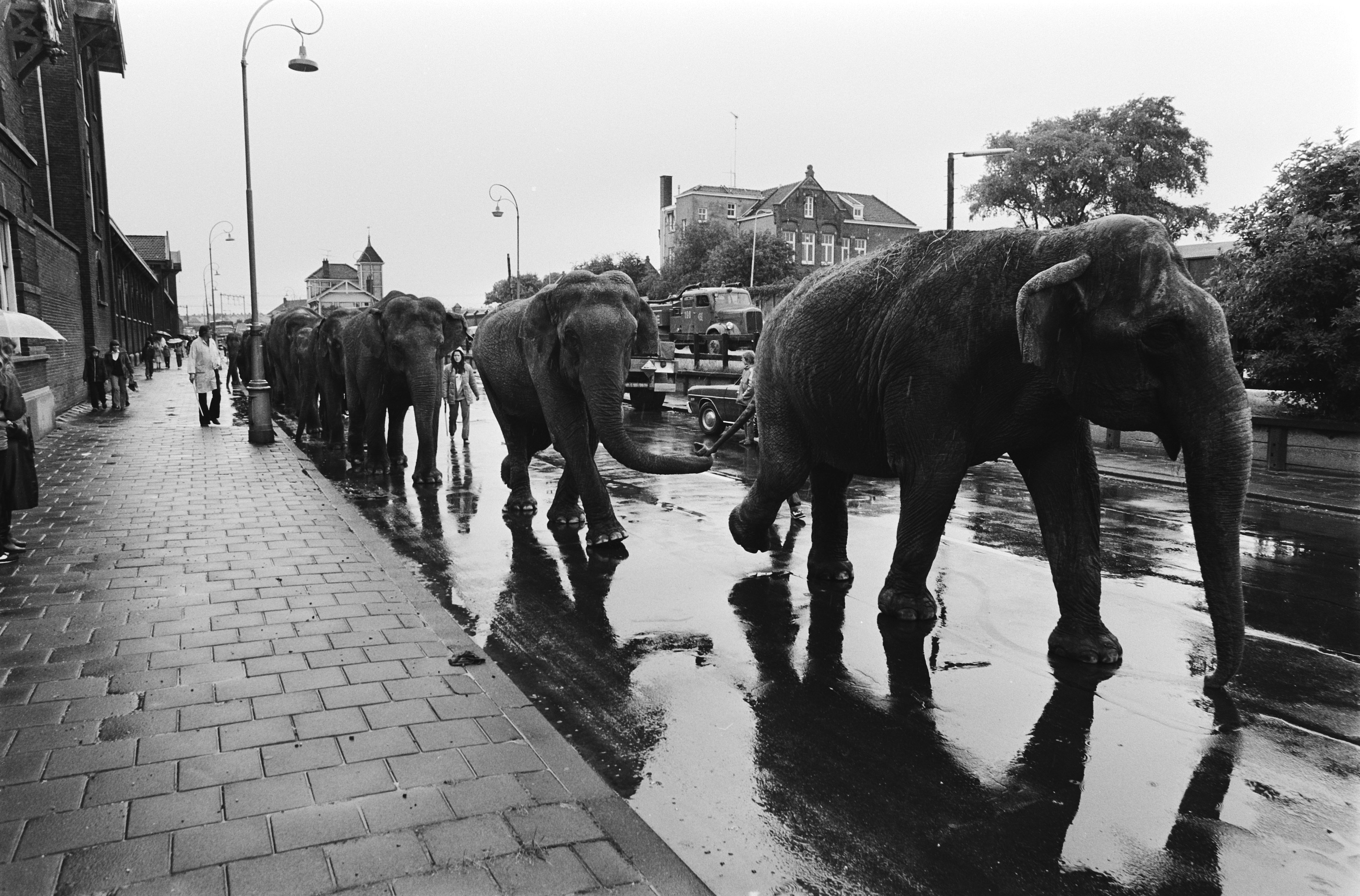
Circus Krones elefanter under marsch från Amsterdams huvudbangård Amsterdam Centraal, till cirkusplatsen, 1980

Circus Krones vapendjur har varit elefanterna, varav den första anlände redan 1905. Totalt beräknas man ha ägt över 65 elefanter, idag äger cirkusen tre asiatiska elefanter och två afrikanska elefanter. Som mest ägde cirkusen 27 elefanter år 1928, när cirkusen tävlade med Circus Sarrasani om att ha den största elefanthjorden, totalt ägde cirkusen 683 djur, varav 100 rovdjur och 250 hästar. 8 elefanter blev över 30 år gamla, 7 elefanter blev över 40 år. Totalt har cirka 65 elefanter inköpts från djurhandlare under alla dessa år, och ingen elefant har någonsin fötts på Circus Krone.
1967 inträffade en katastrof, två ungdomar i staden Mannheim tände eld på elefanttältet. De dåvarande fjorton elefanterna räddades undan lågorna, men åtta av dem hade allvarliga brännskador, och sex av de åtta, vilka hade andra gradens brännskador, dog eller blev avlivade.
Under senare delen av andra världskriget riskerade cirkusen att förlora värdefulla djur under bombningar, och elefanterna fraktades under överinseende av deras stallmästare Harry Jahn till Bad Reichenhall, där elefanterna hölls i bombsäkra grottor.
Stallmästare för elefanterna, och Zoo-Chef för de exotiska djuren har under de sista 100 åren varit: Carl Krone, Hubert Mirow, Harry Philadelphia-Huling, Harry Jahn, 1982–1998: Banda Puntha Vidane, 1998–2000: Patricia Zerbini, 2000–2001: Dan Koehl, och från 2002 var James Puydebois tillsammans med Jana Mandana ansvarig för Circus Krones elefanter. 

### Banda Vidane
1982 värvades den erfarna tysk-singalesiska elefanttränaren Banda Puntha Vidane från Circus Knie i Schweiz. Banda Vidane är son till den berömda elefanttränaren Epi Vidane (Allewathegomme Pallegiddere Puntha Vidane) som var berömd för sitt trick att låta sig bäras hängande, av en elefant som höll hans huvud i munnen. Epi Vidane föddes 1890 i Kandy på Sri Lanka, och i början av 1900-talet kom till Hagenbecks djurpark i Hamburg, där Banda föddes med en tysk mor. Banda Vidane var under flera år med under turnéer i Sverige under 1970-talet med Cirkus Scott, ofta med elefanter inhyrda från Flavio Tognis cirkus Circo Americano i Italien, och under hans ledning gjorde 1977 den svenska elefantskötaren Dan Koehl från Skansen sina första erfarenheter med dressyr av elefanter på Cirkus Scott med nio elefanter från Circo Americano. 
Banda utvecklade många nya trick med elefanterna och införde ett system med ett tillfälligt hägn med eltråd, där elefanter kunde gå lösa i en hage om dagarna, istället för att stå bundna med fotkedjor i ett stall, vilket då var den vanliga metoden att förhindra att cirkuselefanter rymde från sina cirkusar ifall de lämnades utan övervakning. 1997 pensionerades Banda Vidane efter 16 år hos Krone.

### Patricia Zerbini inför långtradare
Patricia Zerbini från USA blev 1997 ansvarig för elefanterna. Den afrikanska elefanten Laila såldes 1997 till Neapel Zoo, där hon kort tid därefter dog. Patricia fick hjälp av Jana Mandana. Under Zerbinis tid slutade man att frakta elefanterna på tåg, och övergick till att transportera dem i specialbyggda långtradare. I augusti 2000 dog den asiatiska elefanten Mohini, 47 år gammal, och Patricia Zerbini slutade plötsligt och reste till USA. 

### Dan Koehl moderniserar djurhållningen

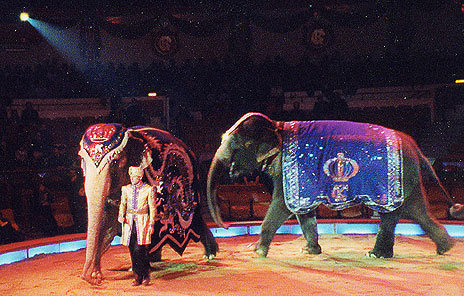
Elefanterna Mala och Delhi med deras svenska stallmästare Dan Koehl i cirkusens anrika byggnad i München 2001.

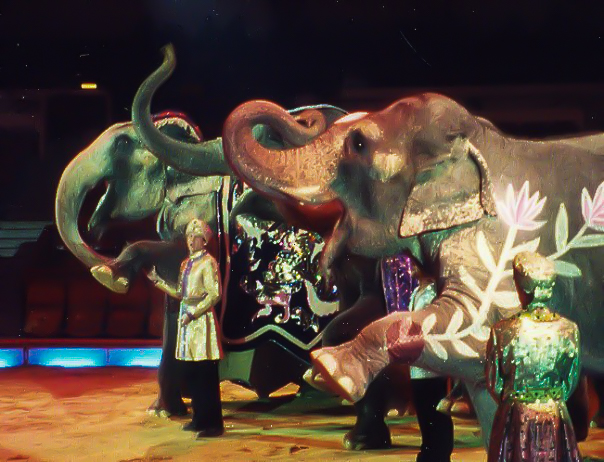
Mala, Dan Koehl, Delhi och Bara, 2001

Dan Koehl som under säsongen 2000 var inhyrd som konsult på Kolmårdens djurpark, blev där kontaktad av Banda Vidane, som framförde cirkusens vilja att modernisera sin djurhållning med modernare metoder, och sökte efter en erfaren elefanttränare med djurvårdarutbildning för att ansvara för elefanterna och cirkusens exotiska djurarter. I november flyttade Koehl till stallmästarbostaden på Zirkus-Krone-Strasse i München, och övertog ansvaret som stallmästare för Circus Krones åtta elefanter, och Zoochef för de övriga tropiska djuren i form av makaker, kameler, zebror, samt flodhästen Poppea och en giraff, inköpt från Circus Chipperfield i England. Redan under turnén uppstod problem om vem som bestämde om elefanternas skötsel, och den 20-åriga Jana Mandana hade svårigheter att respektera Christl Krones vilja att låta en äldre erfaren elefantman fatta viktiga beslut. I december 2000 sövdes den 28-åriga elefanten Muni inför en ögonoperation, men dog under narkosen på grund av hjärtstillestånd. Enligt elephant.se var oklarheten kring ansvarsfördelningen i elefantstallet en bidragande orsak.
Circus Krone hade då 7 elefanter, fyra asiater och tre afrikanare. Under våren 2001 drabbade en epidemi av mul- och klövsjuka Europa, och för första gången på hundra år var elefanterna inte med på cirkusturnén, utan blev kvar i München. Under tiden tränade Koehl elefanterna i den mindre manegen. Konflikten mellan Koehl och Mandana förvärrades. Koehl avslutade sitt uppdrag som stallmästare och Zoochef på cirkusen den 1 augusti 2001.
Dan Koehl blev Cirkus Krones sista stallmästare med huvudansvar för elefanter, Elefantenstallmeister och Zoochef, Hans efterträdare delade titel och ansvaret för elefanterna med cirkusens blivande ägare Jana Mandana, och de exotiska djuren fick en egen stallmästare, med titeln Exotenstallmeister. 

### Jana Mandana huvudansvarig för djuren

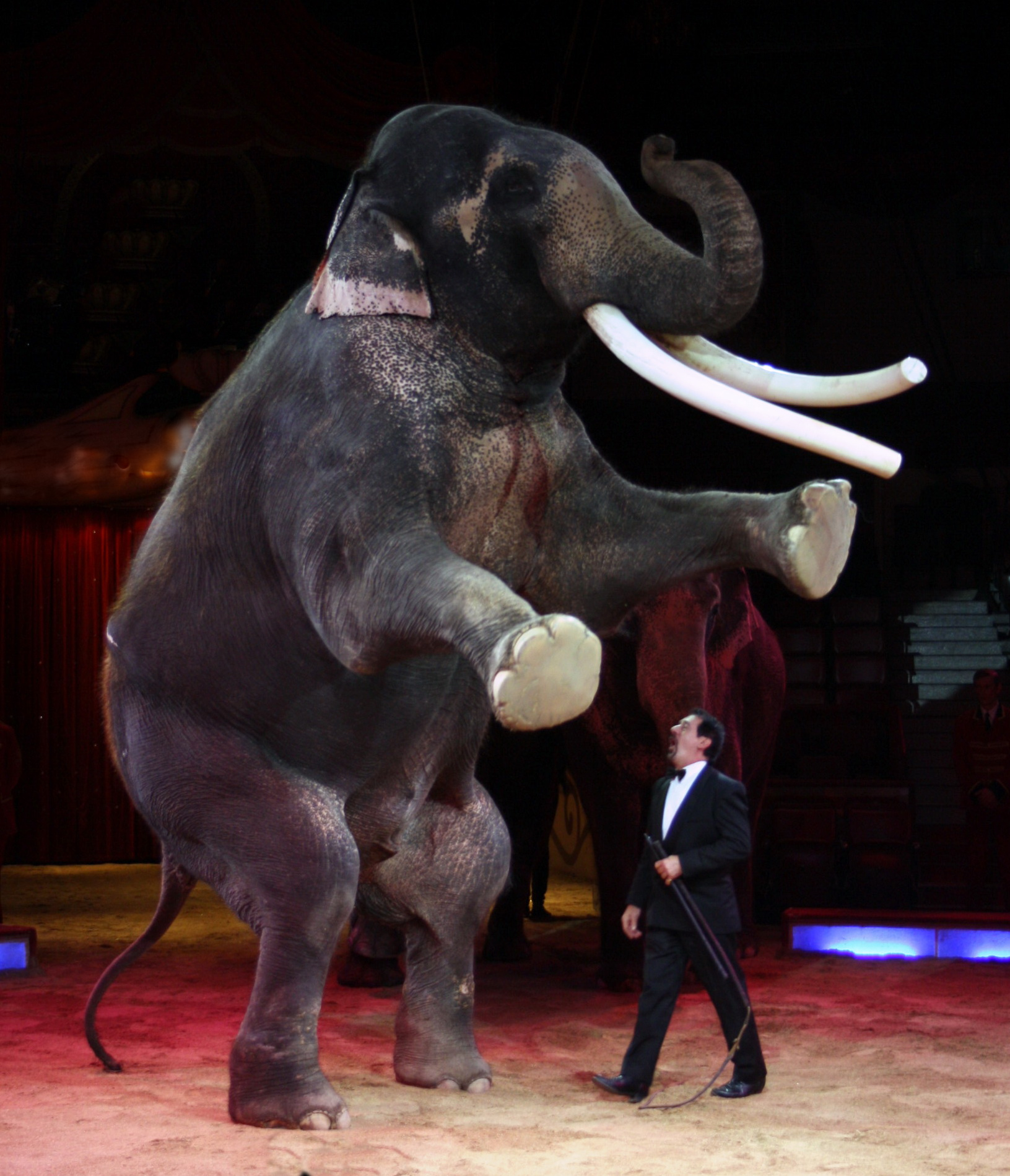
Elefanttjuren Colonel Joe med sin tränare James Puydebois

Efter att Koehl lämnat cirkusen adopterade Christl Krone formellt Jana Mandana (gift 2007 med Martin Lacey jr.),  som nu fick huvudansvar för cirkusens alla djur.

#### Colonel Joe
Puydebois medförde den 7 ton tunga kastrerade elefanttjuren  Colonel Joe, Europas sista elefanttjur som levde på en cirkus. Under 2012 insjuknade den 48-åriga Colonel Joe under oklara omständigheter, och tros ha dött i maj samma år. 

### Christl Krone avlider
Den sista i cirkusdynastin Krone. Christl Sembach-Krone avled 2017, och Jana Mandana och hennes man Martin Lacey jr. övertog nu också formellt ledningen av Europas största cirkus.
2018 i  Neuwied, bröt sig en elefant ut ur hägnen och vandrade utan övervakning på Neuwieds gator., och några veckor senare kom det till ett olycksfall i Osnabrück när flera elefanter började slåss under uppvisning i manegen, varvid en elefant störtade in i raderna av stolar bland cirkusens besökare. Föreställningen avbröts efter att en åskådare skadats, vilket filmades och senare lades ut på Youtube.

### Kritik och slut på 100 års traditioner med elefanter
Efter kritik från djurrättsaktivister flyttade cirkusen i mars 2019 sina sista fem elefanter Bara, Burma, Kenya, Mala och Aisha till Sevilla Exotic animals reserve Castillo de las Guardas, en djurpark i Sevilla i Spanien. Den äldsta elefanten Mala är den sista av de elefanter, som överlevde den fatala branden i Mannheim 1967. För vinteruppvisningarna 2019 hämtades de två elefanterna Burma och Bara i december 2019 tillbaka till München, vilket resulterade i massiv kritik, varefter de skickades tillbaka till Spanien.